# Ichem Bougheraba
Pour les articles homonymes, voir Bougheraba.
 (14 avril 2025).
Ichem Bougheraba, né le 5 décembre 1995 à Marseille, est un acteur, scénariste et auteur français. Il s'est fait connaître auprès du grand public grâce à son rôle principal dans les films comiques Les SEGPA (2022) et Les SEGPA au ski (2023) Sous écrous (2024) 

## Biographie
Ichem Bougheraba grandit dans un quartier populaire, au sein d'une fratrie d'artistes, dont ses frères Ali, Redouane  et Hakim Bougheraba, également acteurs et créateurs. Passionné de comédie et de culture urbaine, il commence par publier des vidéos humoristiques sur les réseaux sociaux, ce qui lui permet de se constituer une première communauté de fans.
Son humour, souvent basé sur les réalités de la vie scolaire ou de quartier, séduit une jeunesse qui se reconnaît dans ses personnages. Il parvient ensuite à se faire une place dans le cinéma, avec des rôles qui s'inscrivent dans la lignée du stand-up et du "cinéma de banlieue".

## Carrière

### Débuts (2018-2021)
Ichem Bougheraba débute au cinéma en 2018 dans Taxi 5, où il joue un rôle secondaire. Il enchaîne avec Pourris Gâtés (2021) dans le rôle de Malek, une comédie familiale produite par TF1 Films Production. Ces premières expériences lui permettent de faire ses preuves dans le milieu.

### Succès avecLes SEGPA(2022-2023)
En 2022, il co-écrit et interprète le rôle principal dans le film Les SEGPA, qui connaît un succès considérable au box-office français, notamment auprès d’un jeune public. Le film, qui met en scène des élèves de classes SEGPA (Sections d'Enseignement Général et Professionnel Adapté), est à la fois comique et critique sociale.
Le succès est tel qu'une suite, Les SEGPA au ski, sort en 2023, avec à nouveau Ichem en tête d’affiche. Il participe aussi à l'écriture de ces films, confirmant sa position de créateur engagé.

### Projets récents (2024-2025)
En 2024, il joue dans Sous écrous, un film abordant la vie carcérale avec humour et émotion. En 2025, il participe à Les Condés, une satire policière.

## Filmographie

### Cinéma
- Pourris Gâtés (2021) : Malek
- Les SEGPA (2022) : Ichem
- Les SEGPA au ski (2023) : Ichem
- Sous écrous (2024) : Sami
- Les condés (2025) : KEVIN

### Télévision
- Studio Bagel (2022) : Catcheur (1 épisode)